# Полсън
Полсън (на английски: Polson) е град в окръг Лейк, щата Монтана, САЩ. Полсън е с население от 4041 жители (2000) и обща площ от 7 km². Намира се на 892 m надморска височина. ЗИП кодът му е 59860, а телефонният му код е 406.